# ميريام هايد
ميريام هايد (بالإنجليزية: Miriam Hyde)‏ هي عازفة بيانو وملحنة وكاتِبة وشاعرة أسترالية، ولدت في 15 يناير 1913، وتوفيت في 11 يناير 2005.

## وصلات خارجية
- ميريام هايد على موقع ميوزك برينز (الإنجليزية)
- ميريام هايد على موقع ديسكوغز (الإنجليزية)